# マルセル・カミュ
マルセル・カミュ（Marcel Camus, 1912年4月21日 - 1982年1月13日）は、フランスの映画監督、脚本家。

## 略歴
1959年の『黒いオルフェ』でカンヌ国際映画祭パルム・ドールを受賞。

## 主な作品
- 濁流 Mort en fraude (1957)
- 黒いオルフェ Orfeu Negro (1959)
- 熱風 Os Bandeirantes (1960)
- はるかなる慕情 L'oiseau de paradis (1962)
- 世界の歌 Le chant du monde (1965)
- ふたりだけの夜明け Vivre la nuit (1968)